# Kong Fanyu
Kong Fanyu (chinesisch 孔繁玉, * 6. Juni 1993 in Anshan) ist eine chinesische Freestyle-Skierin. Sie ist auf die Disziplin Aerials (Springen) spezialisiert.

## Biografie
Kong hatte ihr Freestyle-Weltcup-Debüt am 17. Dezember 2010. In der Wintersportstation Beida Lake bei Jilin sprang sie auf den 10. Platz und gewann sogleich die ersten Weltcuppunkte. Bei den Weltmeisterschaften 2011 in Deer Valley erreichte sie mit Platz 5 das bis dahin beste Ergebnis ihrer Karriere. Die erste Weltcup-Podestplatzierung gelang ihr am 19. Februar 2011 mit dem dritten Platz in Minsk. Zu Beginn der Weltcupsaison 2011/12 wurde sie in Lake Placid zweimal Dritte, gefolgt von einem weiteren dritten Platz in Deer Valley. Am 10. März 2012 gelang ihr in Moskau der erste Weltcupsieg. Am Ende der Saison klassierte sie sich in der Aerials-Disziplinenwertung auf dem sechsten Platz.
Kongs bestes Ergebnis in der Saison 2012/13 war ein vierter Platz, bei den Weltmeisterschaften 2013 in Voss sprang sie auf den elften Platz. Auch im Winter 2013/14 war ein vierter Platz ihre beste Platzierung, was nicht für zur Qualifikation für die Olympischen Spiele reichte. Drei Top-10-Platzierungen standen in der Weltcupsaison 2014/15 zu Buche, darunter ein dritter Platz in Peking. Bei den Weltmeisterschaften 2015 am Kreischberg sprang sie auf den 14. Platz. Im Winter 2015/16 trat Kong nur zu drei Weltcupspringen an, gewann aber jenes am 20. Dezember 2015 in Peking. Hingegen kam sie im Winter 2016/17 nicht über einen elften Platz hinaus. Ihr bestes Ergebnis im Weltcup 2017/18 war ein dritter Platz, bei den Olympischen Winterspielen 2018 in Pyeongchang gewann sie die Bronzemedaille.

## Erfolge

### Olympische Spiele
- Pyeongchang 2018: 3. Aerials
- Peking 2022: 6. Aerials

### Weltmeisterschaften
- Deer Valley 2011: 5. Aerials
- Voss 2013: 11. Aerials
- Kreischberg 2015: 14. Aerials
- Bakuriani 2023: 1. Aerials, 2. Aerials Team

### Weltcupwertungen
| Saison  | Gesamt | Gesamt | Aerials | Aerials |
| Saison  | Platz  | Punkte | Platz   | Punkte  |
| ------- | ------ | ------ | ------- | ------- |
| 2010/11 | 43.    | 21     | 15.     | 146     |
| 2011/12 | 17.    | 38     | 6.      | 384     |
| 2012/13 | 127.   | 7      | 26.     | 50      |
| 2013/14 | 34.    | 28     | 10.     | 142     |
| 2014/15 | 36.    | 25,71  | 10.     | 180     |
| 2015/16 | 50.    | 24,83  | 13.     | 149     |
| 2016/17 | 138.   | 6,29   | 27.     | 44      |
| 2017/18 | 53.    | 25,83  | 12.     | 155     |
| 2019/20 | 34.    | 30,29  | 6.      | 212     |
| 2021/22 | -      | -      | 2.      | 361     |

### Weltcupsiege
Kong erreichte im Weltcup bisher 15 Podestplätze, davon 3 Siege:
| Nr. | Datum             | Ort    | Land     |
| --- | ----------------- | ------ | -------- |
| 1   | 10. März 2012     | Moskau | Russland |
| 2   | 20. Dezember 2015 | Peking | China    |
| 3   | 2. Dezember 2021  | Ruka   | Finnland |